# 朱尼尔·德金
朱尼尔·德金（英語：Junior Durkin，1915年7月2日—1935年5月4日），美国电影演员，童星出身,原名特伦特·伯纳德·德金（Trent Bernard Durkin）。他出生于纽约，早年在话剧舞台上发迹，1930年进军影坛，在《汤姆·索亚历险记》（1930）和《哈克贝利·费恩历险记》（1931）中都扮演了哈克贝利·费恩一角。
德金生前和杰基·库根为挚友，两人在1935年5月4日旅行途中，在加利福尼亚州距离圣迭戈县50英里处遭遇严重车祸，除库根一人幸存外，德金及其他同行者（包括库根的父亲）都不幸罹难。